# Gasteracantha hasselti
Gasteracantha hasselti là một loài nhện trong họ Araneidae.
Loài này thuộc chi Gasteracantha. Gasteracantha hasselti được Carl Ludwig Koch miêu tả năm 1837.

## Hình ảnh

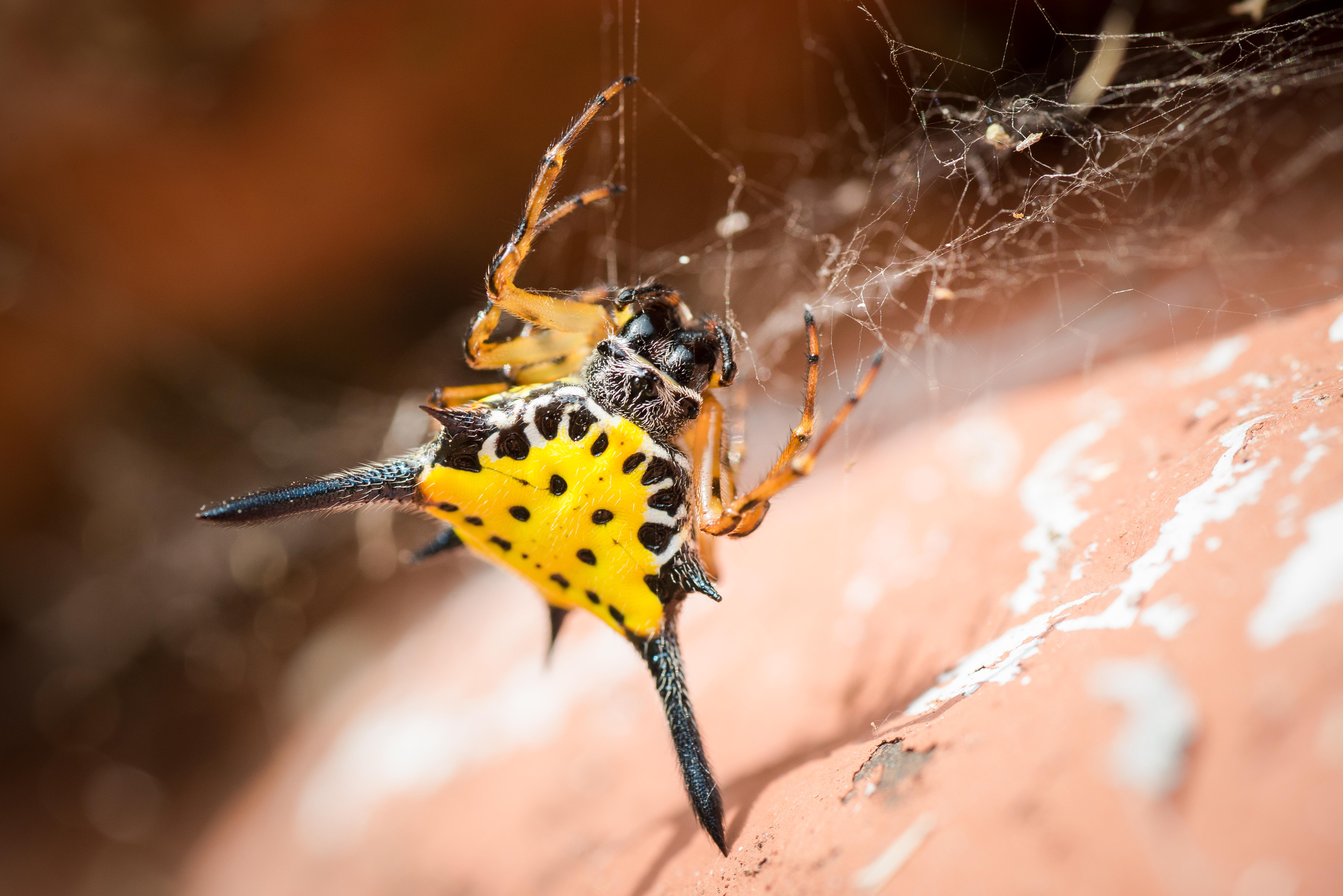